# Muzeum Książki Artystycznej
Muzeum Książki Artystycznej – łódzkie muzeum powołane w 1993 przez fundację Correspondance des Arts, założoną w 1990 przez Janusza Tryznę jako rozwinięcie działającego od 1980 wydawnictwa o tej samej nazwie. Muzeum ma swoją siedzibę w Łodzi, w willi Henryka Grohmana przy ul. Tymienieckiego 24. Od 1 stycznia 2023 roku Muzeum Książki Artystycznej w Łodzi (w organizacji) jest instytucją kultury utworzoną przez Ministra Kultury i Dziedzictwa Narodowego oraz Fundację Correspondance des Arts.
Misją Muzeum Książki Artystycznej w Łodzi jest zaspokajanie potrzeb poznawczych i edukacyjnych społeczeństwa w zakresie szeroko pojętej sztuki książki, klasycznej i artystycznej, a także technik realizacyjnych – drukarskich, introligatorskich, klasycznej grafiki artystycznej, od Gutenberga po metody współczesne, a także wspieranie twórczości profesjonalnych artystów, studentów kierunków artystycznych w uczelniach współpracujących z Muzeum. 
Swoją misję realizuje poprzez działalność twórczą, wystawienniczą, konserwatorską i edukacyjną oraz współpracę z instytucjami zagranicznymi promując polską sztukę książki na świecie.
Muzeum mieści się w Willi Grohmana – stuletnim budynku znajdującym się    w pofabrycznym kompleksie włókienniczym Scheibler-Grohman na Księżym Młynie w Łodzi.
Misją Muzeum jest kultywowanie wiedzy o Henryku Grohmanie, który kolekcjonował w niej grafikę, instrumenty muzyczne, nuty, inne przedmioty sztuki. Za życia jej właściciela willa była przybytkiem sztuki.    Odbywały się tu koncerty sławnych pianistów i spotkania z wielkimi postaciami kultury.
Muzeum gromadzi następujące rodzaje zbiorów:
   1. Dzieła sztuk plastycznych tematycznie związane ze sztuką książki;
   2. Obiekty w postaci książki artystycznej;
   3. zabytki techniki z dziedziny typografii, papiernictwa i introligatorstwa;
   4.  księgozbiór, w tym druki rzadkie i bibliofilskie;
   5. materiały rękopiśmienne i maszynopisy;
   6. druki ulotne, afisze, plakaty;
   7. materiały fotograficzne i cyfrowe.

## Wydawnictwo Correspondance des Arts
Wydawnictwo „Correspondance des Arts” (w skrócie „CdA”) istnieje od 1980. Jest jednym z pierwszych, niezależnych wydawnictw artystycznych w krajach dawnego obozu sowieckiego, które nawiązywało do dorobku polskich emigracyjnych oficyn: Franciszki i Stefana Themersonów, Krystyny i Czesława Bednarczyków, Samuela Tyszkiewicza i Stanisława Gliwy. Pierwszą wystawę książek CdA zorganizowała w 1985 Hanna Świderska, kustosz zbiorów slawistycznych w British Library. Od tamtej pory książki CdA trafiają do największych bibliotek na świecie (w tym: Library of Congress, Public Library NY, Herzog August Bibliothek, Victoria & Albert Museum, National Library in Singapore, Musashino Art University Museum & Library, Tokio)
Na trzydziestoletnią historię oficyny CdA składają się 3 okresy. Pierwszy – pięcioletni – gdy książki powstały jako rezultat współpracy artystów – założycieli wydawnictwa: Andrzeja Graczykowskiego, Zbigniewa Janeczka i Janusza Tryzno oraz poety Zdzisława Jaskuły. Drugi – do połowy lat 90. – gdy Janusz i Jadwiga Tryzno współpracowali z innymi artystami, polskimi i zagranicznymi. Trzeci – gdy od kilkunastu lat książki CdA realizuje rodzina Janusza, Jadwigi i Pawła Tryznów. Ewolucji uległ preferowany przez nich typ książki artystycznej. Początkowo były to głównie książki w formie kodeksu, tzw. „book-works”, potem pojawiły się eksperymenty z bryłą kodeksu, następnie obiekty książkowe, w tym „książki lentykularne”, pokazujące trójwymiarową przestrzeń i ruch w obrazie.
Książki CdA są realizowane w małym nakładzie, cechują się ręczną robotą, oryginalną grafiką, nietypową oprawą, różnorodną bryłą, związkiem z różnymi dziedzinami sztuki oraz historią książki. Niektóre z nich są częścią „projektów CdA”. Nie są podporządkowane celom komercyjnym. Tylko druki CdA, których sporą część stanowią tomiki poetyckie, powstają na zamówienie.

## Kolekcja maszyn
Muzeum Książki Artystycznej jest miejscem, w którym znajdują się zbierane od 1986 maszyny i urządzenia oraz umiejętności ich remontu i obsługi. Zbieranie podporządkowane jest głównemu kryterium – potrzebie stworzenia w muzeum nie limitowanych technicznie warunków do realizacji książek artystycznych. W ten sposób powstał zespół maszyn drukujących od formatu A5 do formatu A0, a w zakresie przygotowania do druku: od czcionek drewnianych i metalowych różnych krojów i punktacji, przez skład ręczny, linotypowy do składu monotypowego. Ponadto muzeum jest wyposażone w sprzęt do produkcji czcionek metalowych i drewnianych, urządzenia do ręcznego czerpania papieru, warsztat technik szlachetnych. Na drugim planie jest kolekcjonowanie maszyn z powodu wartości zabytkowej. Wyjątkiem jest unikalny w skali światowej zespół matryc i urządzeń produkcyjnych z Warszawskiej Odlewni Czcionek, uratowany od złomowania dla zachowania polskiego dziedzictwa materialnego w drukarstwie i introligatorstwie.

## Nagrody, medale, wyróżnienia
- 2018 - Medale Stulecia Niepodległości wręczone przez Prezydenta RP Jadwidze i Januszowi Tryzno
- 2018 - Punkt dla Łodzi dla Muzeum Książki Artystycznej
- 2016 - Punkt dla Łodzi dla Muzeum Książki Artystycznej
- 2015 - Instytucjonalna Nagroda Amerykańskiego Towarzystwa Historyków Drukarstwa dla Muzeum Książki Artystycznej
- 2014 - Tytuł Partnera Akademii Sztuk Pięknych przyznany przez dyrektora Transferu Technologii
- 2013 - Odznaka honorowa „Zasłużony dla Kultury Polskiej” przyznana przez Ministra Kultury i Dziedzictwa Narodowego dla Muzeum Książki Artystycznej
- 2012 - Certyfikat Partnera Przyjaznego Edukacji dla Muzeum Książki Artystycznej przyznany przez Łódzkie Centrum Doskonalenia Nauczycieli i Kształcenia Praktycznego
- 2010 - Certyfikat Partnera Przyjaznego Edukacji dla Muzeum Książki Artystycznej przyznany przez Łódzkie Centrum Doskonalenia Nauczycieli i Kształcenia Praktycznego
- 2000 - Godność Damy Polskiego Bractwa Kawalerów Gutenberga dla Jadwigi Tryzno
- 1997 - Nagroda Miasta Łodzi przyznana Uchwałą Rady Miejskiej Nr LVII/579/97 dla Janusza i Jadwigi Tryzno
- 1994 - Brązowy Medal - SCHONSTE BUCHER AUS ALLER WELT przyznany przez Stiftung Buchkunst Frankfurt am Main und Leipzig
- 1994 - Nagroda Waltera Tiemanna DIE HOCHSCHULE FUR GRAFIK UND BUCHKUNST LEIPZIG

## Bibliografia

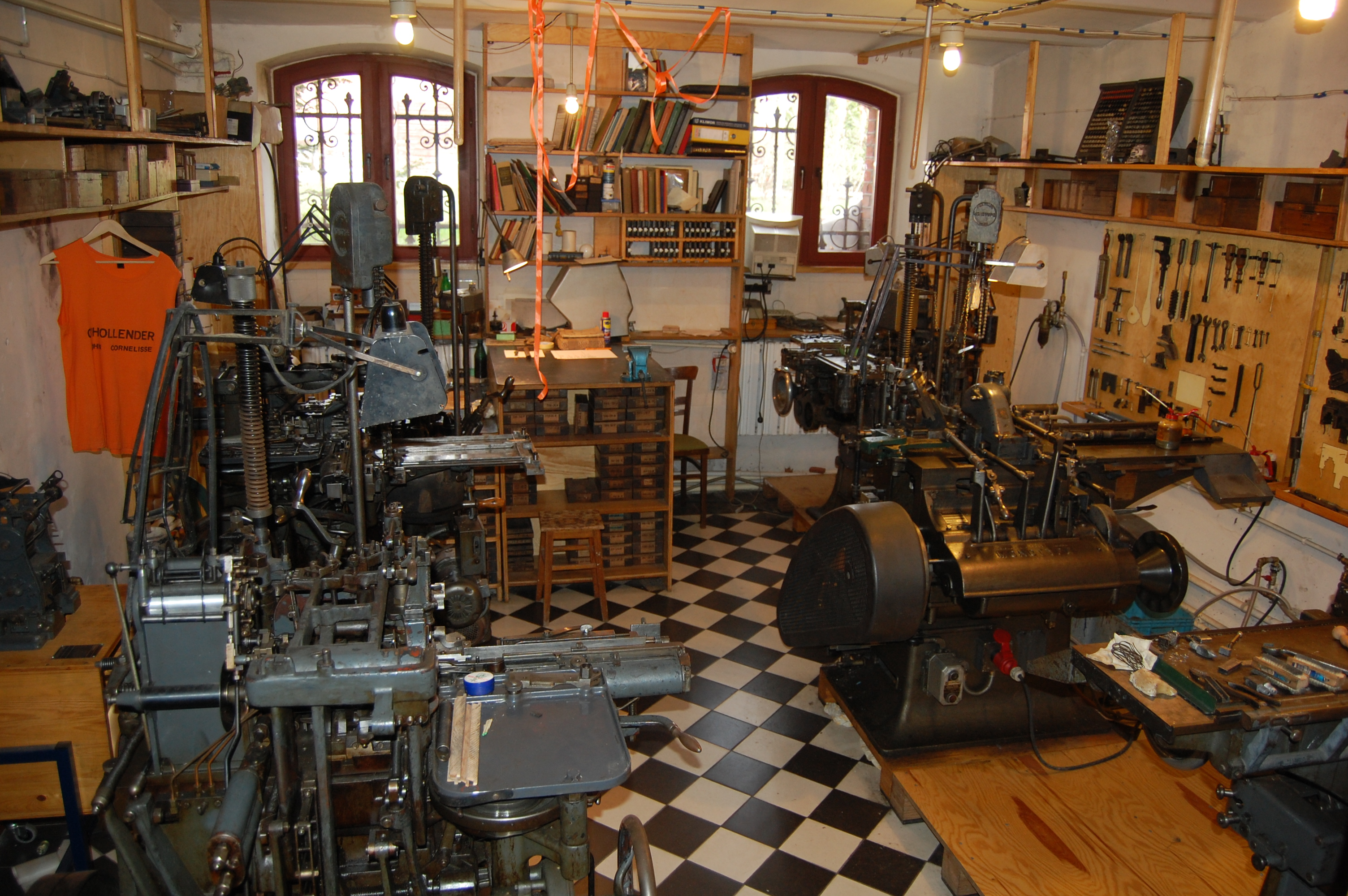
Odlewnia Monotype
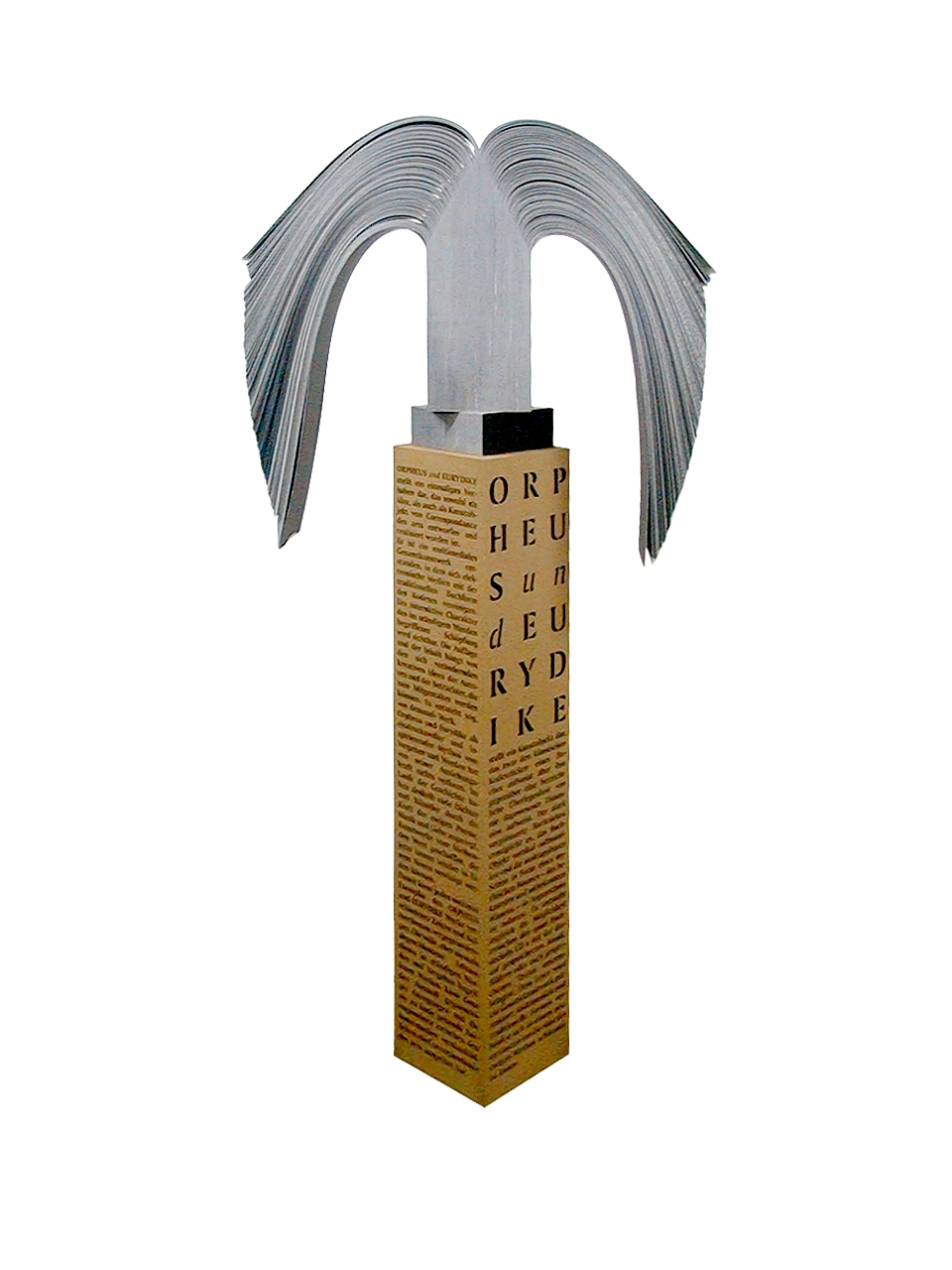
Orfeusz i Eurydyka